# Palazzo Grimani di Santa Maria Formosa
Palazzo Grimani di Santa Maria Formosa – włoskie muzeum państwowe, położone w Wenecji w dzielnicy Castello, niedaleko Campo Santa Maria Formosa.
Do pałacu można się dostać drogą lądową wiodącą przez Ruga Giuffa. Droga wodna, dawniej częściej używana, wiedzie przez kanał San Severo. Pałac przez swoją oryginalną architekturę, zdobienia i historię stanowi szczególnie ważny obiekt dla miasta Wenecja.

## Historia
Oryginalny średniowieczny budynek zbudowano przy ujściu kanałów San Severo i Santa Maria Formosa, a później został kupiony przez Antonia Grimaniego, który został dożą w 1521. Następnie w trzeciej dekadzie XVI wieku pałac odziedziczyli jego wnuki Vettore Grimani, Procurator de Supra Republiki Weneckiej, i Giovanni Grimani, patriarcha Akwilei, którzy przebudowali stary budynek inspirując się klasycznymi modelami architektonicznymi. Dwaj bracia pragnęli nadać budynkowi „współczesną” formę i zlecili jego udekorowanie serią fresków i eleganckich stiuków. W 1558 roku, po śmierci Vettore, Giovanni został jedynym właścicielem budynku i dobudował część pałacu. Wielu artystów zajęło się dekoracją wnętrz, między innymi Federico Zuccari, architekt monumentalnych schodów, oraz Camillo Mantovano. Patriarcha wenecki Giovanni Grimani w salach pałacu założył swoją wytworną kolekcję starożytności, składającą się z rzeźb, marmurów, waz, brązów i klejnotów. W 1587 r. podarował kolekcję rzeźb i klejnotów Serenissimie: po jego śmierci pierwsze z nich umieszczono w holu Biblioteki Marciana, stając się zalążkiem kolekcji Narodowego Muzeum Archeologicznego w Wenecji.
Do 1865 roku pałac należał do rodu Grimanich z gałęzi Santa Maria Formosa; jednak pałac stopniowo ulegał ruinie przechodząc z rąk do rąk różnych właścicieli, aż do 1981, kiedy to stał się własnością państwową i został objęty nadzorem komisji ds. dziedzictwa architektonicznego miasta Wenecja. Po długim procesie renowacyjnym muzeum należące do Veneto Museum Pole udostępniono zwiedzającym 20 grudnia 2008 roku.
Podczas długo trwających prac renowacyjnych odrestaurowano wnętrza, między innymi Salę Kallisto wraz z dekoracjami stiukowymi Giovanniego da Udine; Salę Apolla z freskami Francesca Salviatiego i Giovanniego da Udine; Salę doży Antonio, udekorowaną stiukami i polichromowanym marmurem; Salę wici roślinnych ze sklepieniem udekorowanym przez Camillo Mantovano motywami drzew owocowych, kwiatów i zwierząt; oraz Tribune, w której przechowywana jest ponad setka eksponatów z kolekcji muzeum archeologicznego. Pośrodku sklepienia zdobionego kasetonami zawieszona jest rzeźba przedstawiająca porwanie Ganimedesa. Frederico Zuccari jest prawdopodobnie autorem dekoracji stiukowych z groteskowym potworem z otwartą paszczą w Sali kominkowej. Inne prace pokazywane w muzeum pochodzą prawdopodobnie z kolekcji Grimani. Na drugim piętrze budynku organizowane są wystawy czasowe i imprezy kulturalne.

## Główne sale

### Dziedziniec

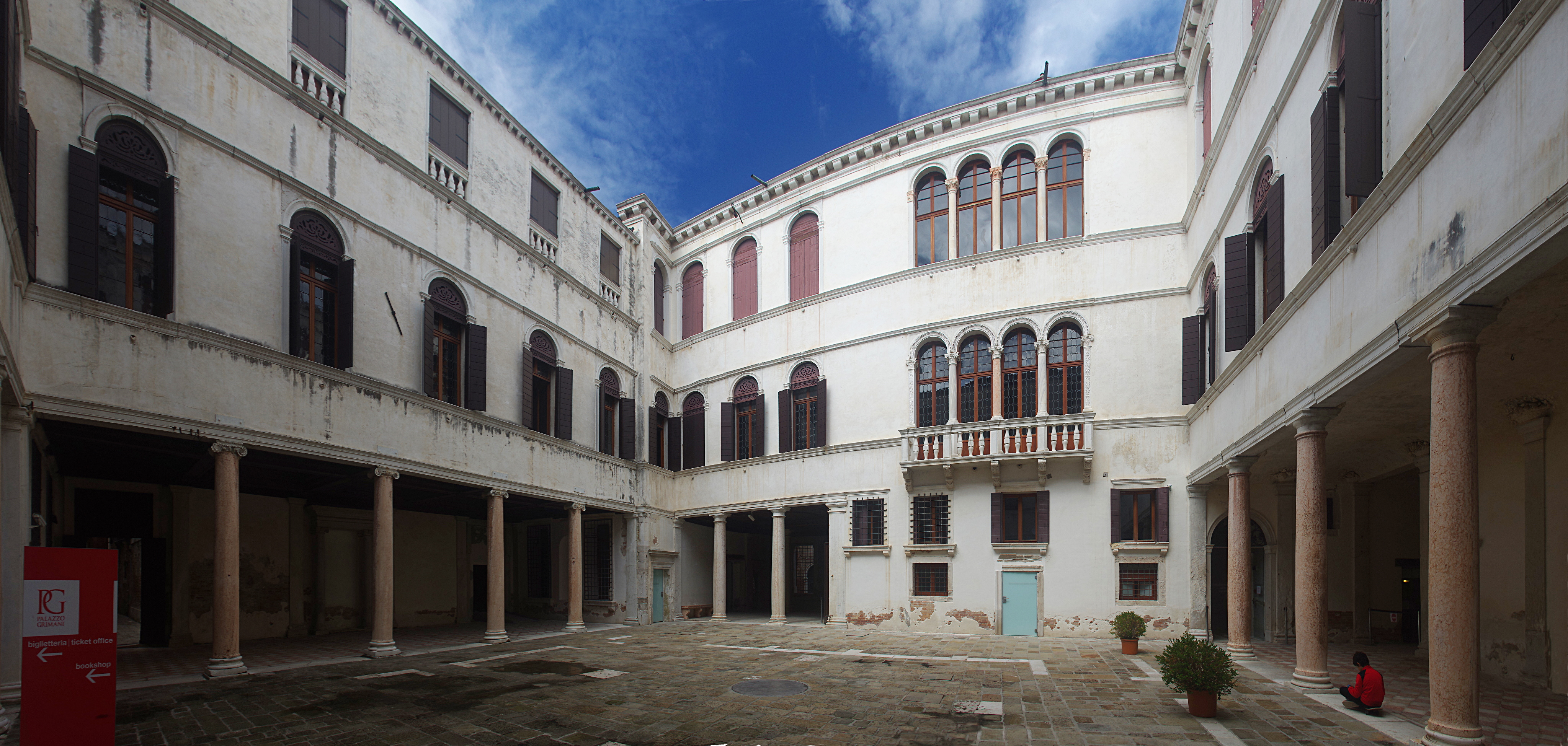
Dziedziniec

Do dużego dziedzińca wiedzie marmurowy portal. Pierwotne średniowieczne budowle zbudowane na planie litery L zostały przebudowane pomiędzy 1537 a 1540 rokiem przez braci Vettore i Giovanniego Grimaniego, według stylu inspirowanego starożytnym rzymskim domus. W 1558 r. Giovanni nadzorował dobudowę kolejnego skrzydła, otaczając cały dziedziniec. Dobudowane loggie okalające dziedziniec udekorowane zostały klasycznymi rzeźbami. Loggia znajdująca się naprzeciwko wejścia do muzeum była całkowicie pokryta freskami w motywy roślinne i była wykończona wspaniałymi stiukami przedstawiającymi kosze wypełnione owocami i warzywami.

### Monumentalne schody (Scalone monumentale)

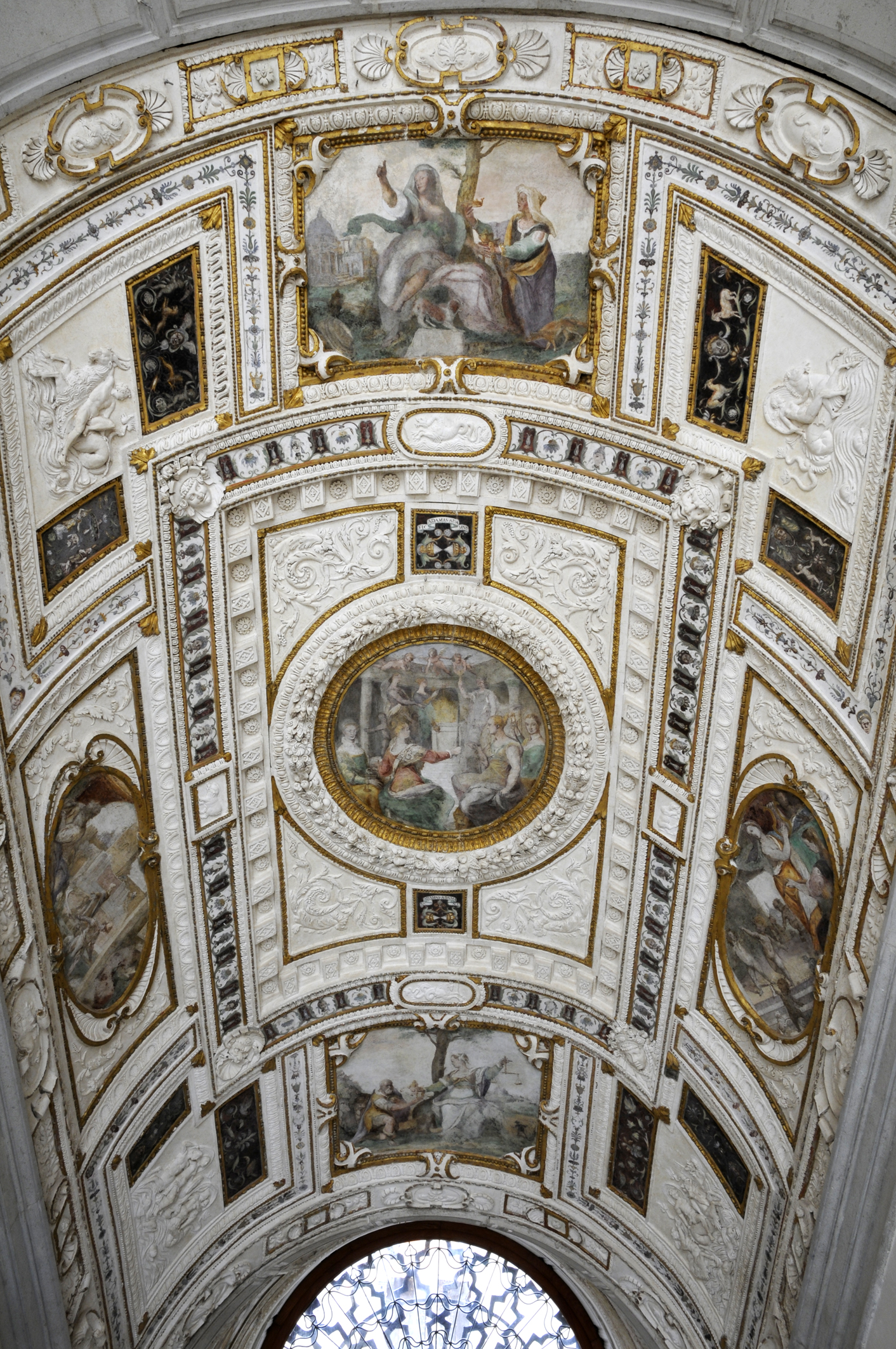
Monumentalne schody

Między 1563 a 1565 rokiem sklepienie kolebkowe schodów wiodących do znajdującego się na pierwszym piętrze salonu zwanego portego, zostało bogato udekorowane przez Federica Zuccariego, młodego artystę kształconego w Rzymie. Namalował on alegoryczne freski nawiązujące do cnót jego patrona Giovanniego oraz uwieńczył je groteskami i reliefami stiukowymi przedstawiającymi mitologiczne stwory. Stiuki przedstawiają niektóre ze starożytnych kamei należące do kolekcji Giovanniego Grimaniego. Monumentalne schody pałacu przypominają „Złote Schody” (wł.Scala d’Oro) w Pałacu Dożów oraz te znajdujące się w gmachu Biblioteca Marciana.

### Złota sala (Camaron d’Oro)
To pomieszczenie zawdzięcza swą nazwę gobelinom przetykanym złotą nicią, które pokrywały niegdyś ściany. Dziś można podziwiać niektóre z nich w kolekcji starożytności Giovanniego Grimaniego, którą ofiarował w 1587 roku zbiorom publicznym Serenissimy (dziś Narodowe Muzeum Archeologiczne). Gipsowa rzeźba przedstawiająca grupę Laokoona będąca rzadkim XVIII-wiecznym odlewem słynnej rzeźby z I wieku p.n.e. jest przejawem wielkiej fascynacji kardynała Domenica Grimaniego starożytnością. Oryginał, znaleziony w 1506 roku w Rzymie w łaźniach Tytusa, przechowywany jest w Muzeach Watykańskich.

### Sala wici roślinnych (Sala a fogliami)
Sufit tej sali nazwanej od motywu wici roślinnych, lub tak zwanych pergolo, został udekorowany w latach 60. XVI wieku przez Camillo Mantovano. Zawdzięcza swą nazwę bogatym zdobieniom na suficie, które są pochwałą żyzności natury, roślin i kwiatów oraz bujnego lasu zamieszkanego przez liczne zwierzęta, często przedstawione w pozach drapieżników i mające znaczenie symboliczne. W lunetach uwieńczonych groteskami umieszczono skomplikowane symbole w formie rebusów, które są prawdopodobnie aluzją do długich procesów o herezję wytoczonym przeciwko Giovanniemu Grimaniemu.

### Tribuna

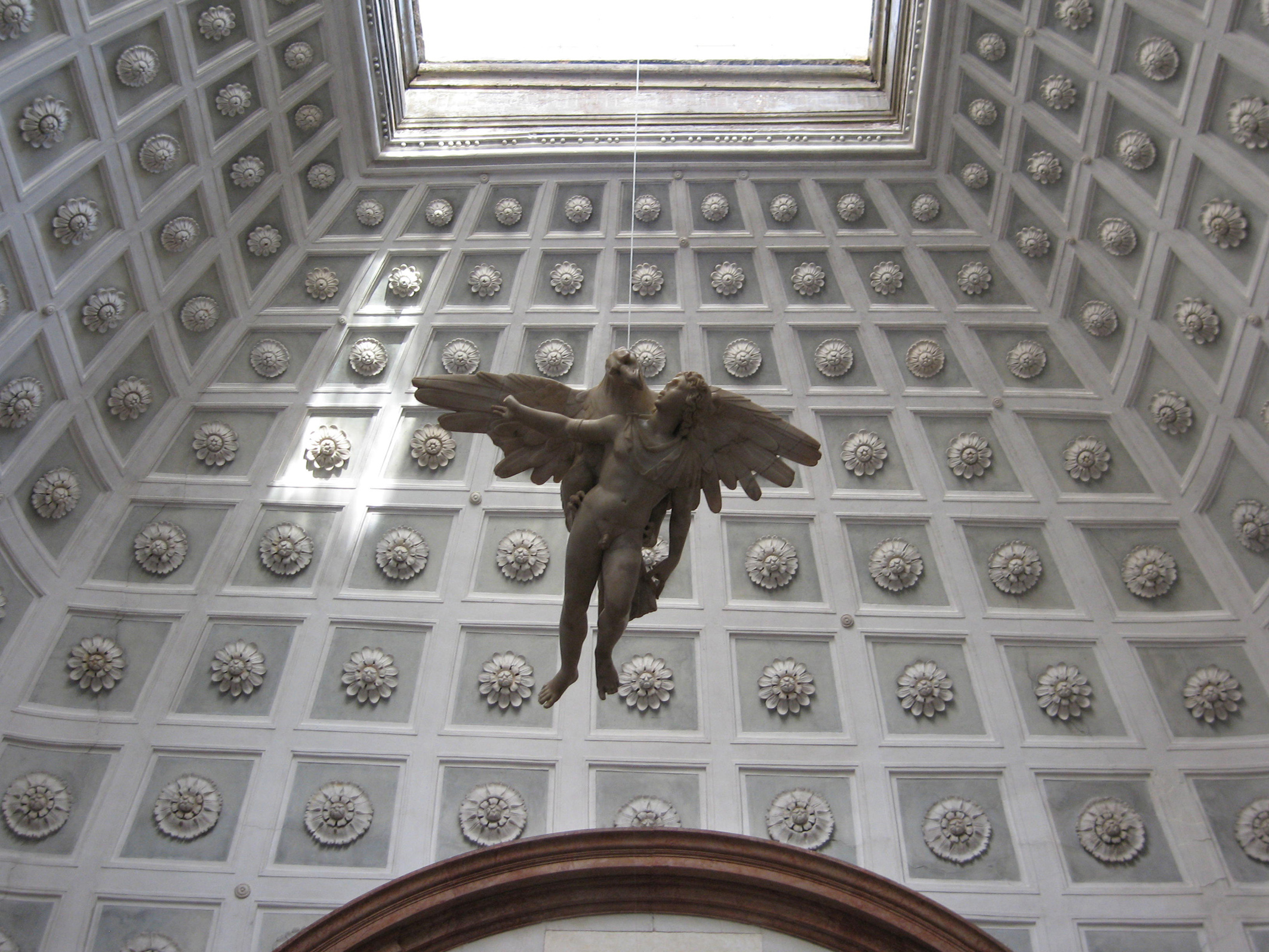
Tribuna – Porwanie Ganimedesa

Tribuna, nazywana również Antiquarium, pierwotnie mieściła ponad sto trzydzieści starożytnych rzeźb należących do najcenniejszych z kolekcji. To niezwykłe pomieszczenie, niegdyś zamknięte z trzech stron, wpuszczało światło tylko od góry, jak w rzymskim Panteonie, na którym się wzorowano, i było miejscem docelowym, do którego prowadziła droga wiodąca przez poprzedzające sale. Źródła inspiracji wskazują na to, że zaangażowany w projekt był sam Giovanni Grimani. Rzeźba Porwanie Ganimedesa zawieszona u sufitu jest rzymską repliką modelu z późnej epoki hellenistycznej i została przywrócona na swoje dawne miejsce po renowacji budynku.

### Sala neoklasyczna (Stanza neoclassica)
Sala ta została odnowiona jako sypialnia z okazji zaślubin pomiędzy rzymską arystokratką Virginią Chigi i Giovannim Carlo Grimanim w 1791 roku. W tym celu utworzono garderobę w sali za ścianą kominkową. Dekoracje na suficie, autorstwa werończyka Giovanniego Facciolego, imitują fragmenty starożytnych malowideł ściennych (Gody Aldobrandyjskie oraz inne freski znajdujące się w Domus Aurea). W sali tej znajduje się też La Nuda, praca będąca częścią cyklu fresków wykonanych w 1508 roku przez Giorgionego na fasadzie budynku Fondaco dei Tedeschi.

### Sala jadalna (Sala da Pranzo)

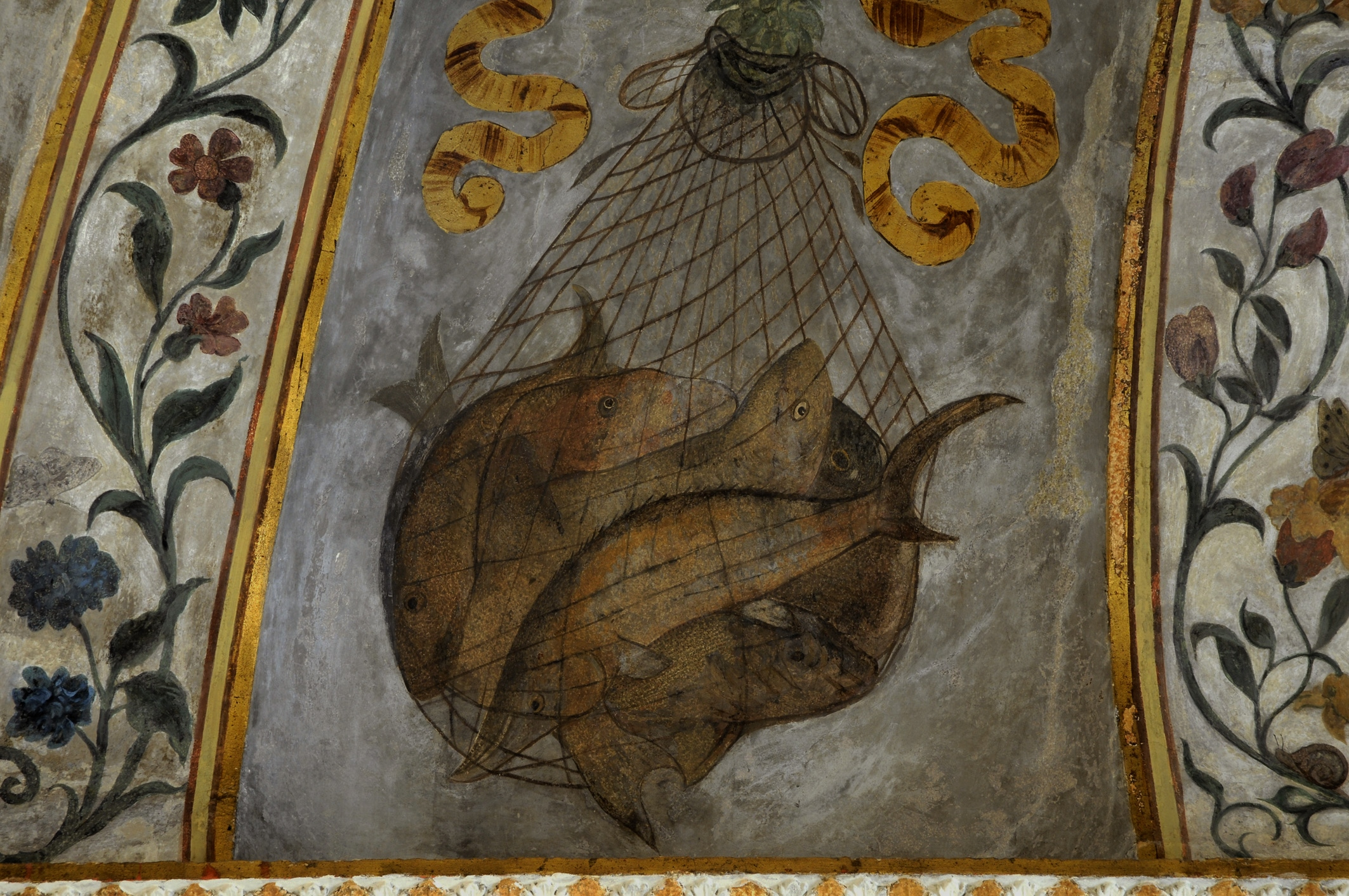
Camillo Mantovano, fragment fresków na suficie Sali jadalnej

Imponujące sklepienie tej sali, zdobionej festonami z ptactwa, warzyw i ryb, przeplatanych wieńcami z kwiatów, stworzył Camillo Mantovano i jego pomocnik około roku 1567. Schemat kompozycyjny, polegający na podzieleniu przestrzeni na segmenty przy użyciu linii zbiegających się pośrodku, jest współczesną wersją modelu zaczerpniętego z sal Domus aurea. Siedemnastowieczny obraz pośrodku sufitu, Św. Jan Chrzciciel udzielający chrztu ludowi, nawiązuje do obrazu Nicolasa Poussina z Luwru o tym samym tytule. Według XIX-wiecznych przewodników, zastąpił on obraz przypisywany Giorgionowi przedstawiający cztery żywioły.

### Sala doży Antonio, westybul i kaplica
Te trzy pomieszczenia zostały dodane w ostatniej fazie przebudowy pałacu zakończonej w 1568 r. W kaplicy, używanej przez patriarchę Giovanniego Grimaniego do prywatnych mszy, znajduje się szesnastowieczny ołtarz przypisywany Giovanniemu Contariniemu, uczniowi Tycjana, którego umieszczono na miejscu marmurowego ołtarza rozebranego w dziewiętnastym wieku. Na sklepieniu kaplicy i westybulu widnieją krótkie łacińskie inskrypcje opisujące zmienne koleje losu patriarchy. Z okna w westybulu można dostrzec spiralne schody, prawdopodobnie projektu Palladia. W następnej sali nad kominkiem widnieje tabliczka zadedykowana Antoniemu Grimaniemu, któremu poświęcono to pomieszczenie. Był dziadkiem Giovanniego i dożą weneckim od 1521 do 1523 roku. By podkreślić znaczenie tych trzech pomieszczeń udekorowano je wedle rzymskiej mody marmurowymi panelami. Wiele z nich, bardzo rzadkich i cennych, pochodzi z czasów rzymskich z okolic Turcji, Grecji i Afryki. W niszach nad drzwiami i kominkiem znajdowały się starożytne wazy, popiersia i klasyczne grupy rzeźbiarskie. Wystawa obejmuje też brązowe popiersie Antonia Grimaniego oraz obraz olejny na płótnie przedstawiający znamienitego przodka.

### Sala Kallisto

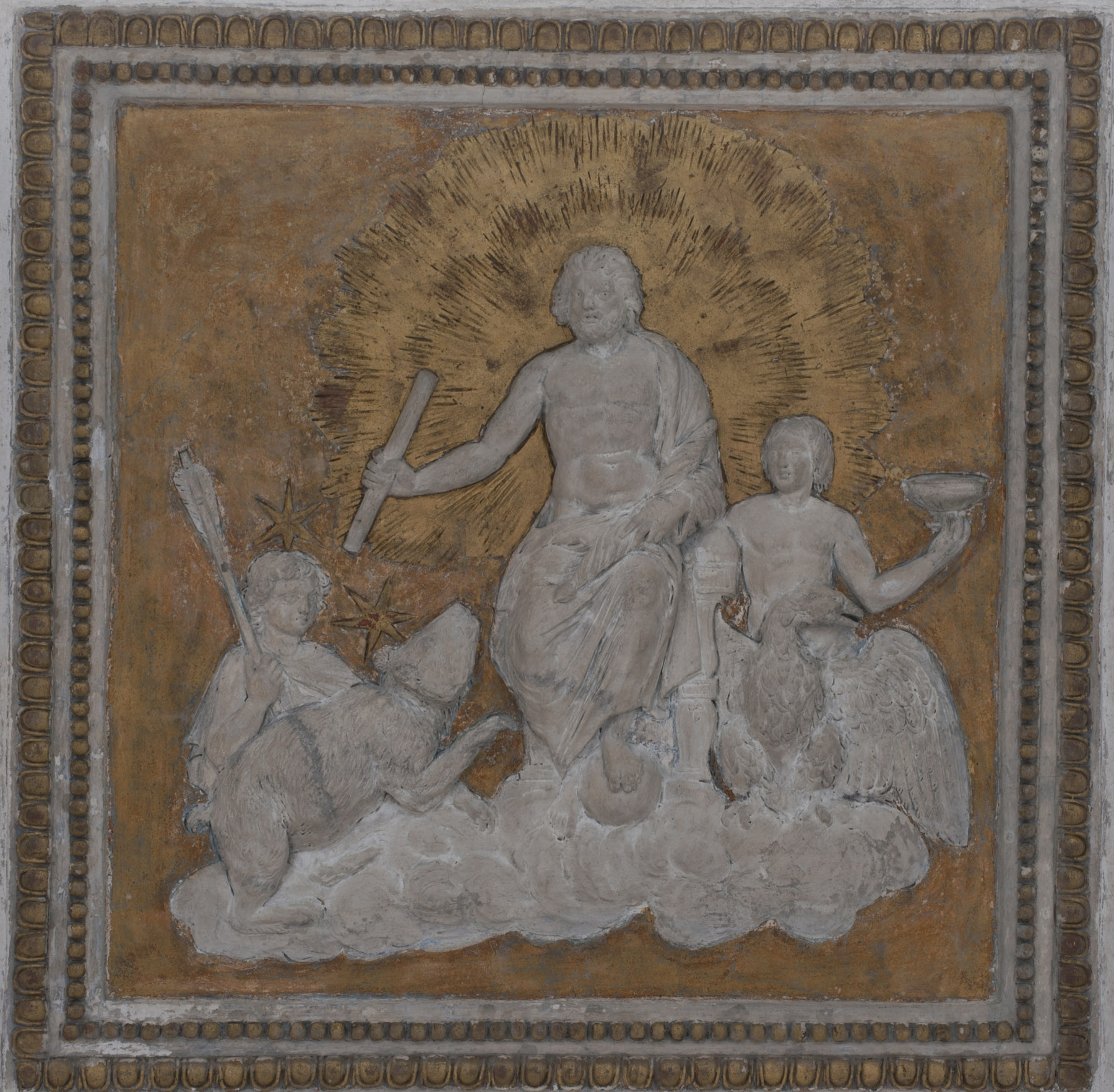
Giovanni da Udine, fragment sufitu w Sali Kallisto

Sala ta, poświęcona nimfie Kalisto, nawiązuje do słynnych Metamorfoz Owidiusza. Historia jest przedstawiona na pięciu kwadratowych planszach ze złotym tłem, począwszy od pierwszej (na ścianie naprzeciw okien), przedstawiającą śpiącą nimfę i zakochanego w niej Jowisza, aż do epilogu (na środku sufitu), gdzie Kallisto i jej syn Arkas zostają przemienieni w konstelacje. Starożytna technika tworzenia stiuków została ponownie odkryta w Rzymie przez Giovanniego da Udine. W tym pomieszczeniu artysta, który pracował z Rafaelem, daje popis swojego warsztatu przedstawiając zwierzęta, martwą naturę i dwanaście putti, mające symbolizować dwanaście miesięcy w roku, a którym towarzyszą cztery znaki zodiaku odpowiadające porom roku. Całą kompozycję zdobią okrągłe lustra umiejscowione w stiukach, przypominając gwiazdy na firmamencie nieba.

### Sala Psyche
Sala została podzielona na dwie mniejsze dopiero w XIX wieku. Na oryginalnym planie, datowanym na lata 30. XVI wieku, sufit był ozdobiony pięcioma malowidłami przedstawiającymi historię Amora i Psyche spisaną przez Apulejusza. Malowidło ścienne o oktagonalnym kształcie, prawdopodobnie kopia oryginału namalowanego przez Francesca Salviatiego w 1539, znajdowała się w centrum kompozycji i przedstawia Psyche jako boginię piękna.

### Sala kominkowa
Należąca do najstarszej części budynku duża sala kominkowa została odnowiona w latach 60. XVI wieku. W sali dominuje okazały kominek uwieńczony różnobarwnym marmurem i dużymi dekoracjami stiukowymi, w których wnękach umieszczone były niegdyś znaleziska archeologiczne z kolekcji Grimani. Eleganckie oblicza ujęte z profilu, misterne girlandy owoców oraz niesamowity stwór z otwartą paszczą widoczny pośrodku, są dowodem kreatywnego geniuszu i ekstrawagancji Federico Zuccari. Na ścianach wciąż widać fragmenty fresków, które nawiązują do kolumnady na dziedzińcu.